# General Nakar
General Nakar è una municipalità di prima classe delle Filippine, situata nella Provincia di Quezon, nella regione di Calabarzon.
General Nakar è formata da 19 baranggay:
- Anoling
- Banglos
- Batangan
- Catablingan
- Canaway
- Lumutan
- Mahabang Lalim
- Maigang
- Maligaya
- Magsikap
- Minahan Norte
- Minahan Sur
- Pagsangahan
- Pamplona
- Pisa
- Poblacion
- Sablang
- San Marcelino
- Umiray